# Malone (Teksas)
Malone – miasto w Stanach Zjednoczonych, w stanie Teksas, w hrabstwie Hill.